# حمدان المهري
حمدان المهري (مواليد 9 مارس 1999) لاعب كرة قدم إماراتي يجيد اللعب في الهجوم لعب سابقاً مع نادي بني ياس في دوري الخليج العربي الإماراتي.